# Fabbrica Italiana Macchine
Fabbrica Italiana Macchine Srl war ein italienischer Hersteller von Automobilen.

## Unternehmensgeschichte
Das Unternehmen aus Angri begann 1974 mit der Produktion von Automobilen. Der Markenname lautete FIM. Etwa 1980 endete die Produktion.

## Fahrzeuge
Das einzige Modell Chihuahua war ein Kleinstwagen mit drei Rädern, den es sowohl mit offener als auch mit geschlossener Karosserie gab. Für den Antrieb standen drei verschiedene Motoren zur Verfügung: ein Motor von Moto Morini mit 50 cm³ Hubraum, ein Viertaktmotor von BCB mit 125 cm³ Hubraum und ein Zweitaktmotor mit 250 cm³ Hubraum. Die bauartbedingte Höchstgeschwindigkeit für das Modell mit dem stärksten Motor war mit 80 km/h angegeben.